# Selección de críquet de India

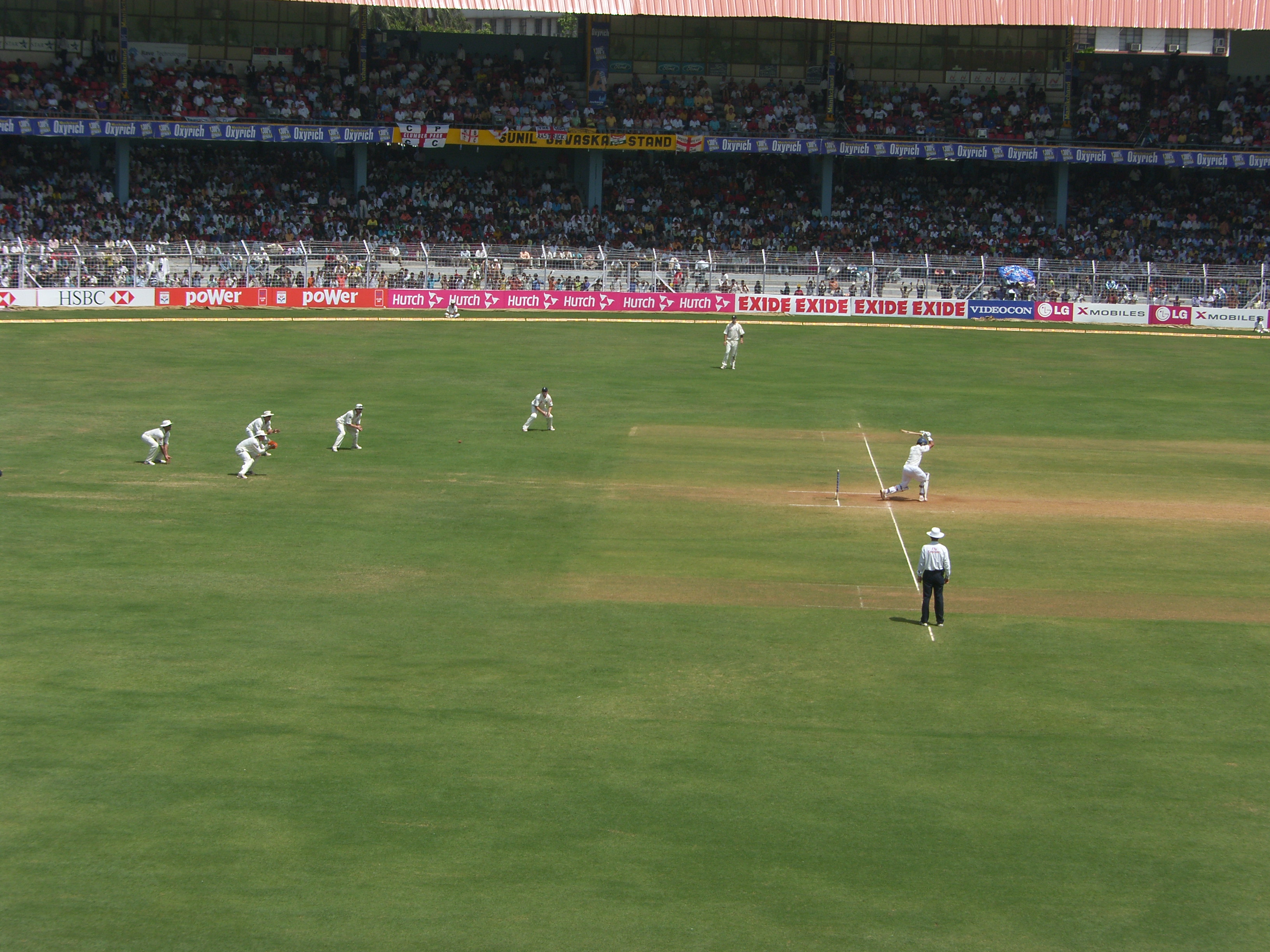
Selección de críquet de India

La selección de críquet de India es el equipo que representa al país en las competiciones oficiales. Está regulada por el Board of Control for Cricket in India, y es miembro de pleno derecho de la International Cricket Council.
India disputó su primer partido Test en 1932. A junio de 2021 ha logrado 162 victorias en 551 partidos, entre ellas 30 ante Australia, 29 ante Inglaterra, 22 ante Indias Occidentales, 21 ante Nueva Zelanda, y 14 ante Sudáfrica.
Luego de la partición de la India en 1947, Pakistán comenzó a enfrentarse a la India a partir de 1952, con quien ha desarrollado una intensa rivalidad. Han jugado 59 partidos Test, con nueve victorias de India, doce victorias de Pakistán y 38 empates. Debido al conflicto político entre ambos países, no se enfrentaron en partidos Test desde 1962 hasta 1977, ni lo han hecho luego de los atentados de Bombay de 2008.
En partidos ODI, la India tiene saldo negativo de victorias ante Sudáfrica, Australia y Pakistán, y saldo positivo ante Nueva Zelanda, Inglaterra, Indias Occidentales y Sri Lanka. La India ha logrado 88 victorias en 142 partidos T20, logrando trece victorias ante Australia, diez ante Inglaterra e Indias Occidentales, nueve ante Sudáfrica, y seis ante Nueva Zelanda y Pakistán.
India obtuvo la Copa Mundial de Críquet de 1983 y 2011, por lo que se convirtió en el tercer equipo después de las Indias Occidentales y Australia en ganar el Mundial de críquet más de una vez. Además, obtuvo el segundo puesto en 2003 y fue semifinalista en 1987 y 1996. En tanto, la India ganó el Campeonato Mundial de 1985, el ICC Champions Trophy de 2002 y 2013, mientras que obtuvo el primer puesto en la Copa Mundial de T20 de 2007 y el segundo puesto en 2014.

## Copa del Mundo
- 1975: Primera ronda
- 1979: Primera ronda
- 1983: Campeón
- 1987: Semifinalista
- 1992: Primera ronda
- 1996: Semifinalista
- 1999: Segunda ronda
- 2003: Subcampeón
- 2007: Primera ronda
- 2011: Campeón
- 2015: Semifinalista
- 2019: Semifinalista

## Estadios internacionales
- Eden Gardens (Calcuta) - 41 Tests, 30 ODI
- Feroz Shah Kotla Ground (Delhi) - 34 Tests, 24 ODI
- M. A. Chidambaram Stadium (Chennai) - 32 Tests, 21 ODI
- Wankhede Stadium (Mumbai) - 25 Tests, 21 ODI
- M. Chinnaswamy Stadium (Bangalore) - 23 Tests, 25 ODI
- Green Park Stadium (Kanpur) - 22 Tests, 15 ODI
- Brabourne Stadium (Mumbai) - 18 Tests, 8 ODI